# مارین رایکوف
مارین رایکوف (بلغاری: Марин Райков Николов؛ زادهٔ ۱۷ دسامبر ۱۹۶۰) یک سیاست‌مدار و دیپلمات اهل بلغارستان است.